# Ludanice
Ludanice (in ungherese Nyitraludány) è un comune della Slovacchia facente parte del distretto di Topoľčany, nella regione di Nitra.